# Apanthura
Apanthura es un género de isópodos de la familia Anthuridae.

## Especies
- Apanthura addui
- Apanthura banksia
- Apanthura bruscai
- Apanthura callitris
- Apanthura childi
- Apanthura corsica
- Apanthura cracenta
- Apanthura dimorpha
- Apanthura drosera
- Apanthura excavata
- Apanthura forceps
- Apanthura fusei
- Apanthura harringtoniensis
- Apanthura honshuensis
- Apanthura indonesiensis
- Apanthura insignifica
- Apanthura isotoma
- Apanthura kennedia
- Apanthura koreaensis
- Apanthura lambertia
- Apanthura microps
- Apanthura mirbelia
- Apanthura monodi
- Apanthura pariensis
- Apanthura pultenaea
- Apanthura restio
- Apanthura robertiana
- Apanthura sandalensis
- Apanthura senegalensis
- Apanthura shikokuensis
- Apanthura stanjeki
- Apanthura stipa
- Apanthura stocki
- Apanthura styphelia
- Apanthura thryptomene
- Apanthura tiomanae
- Apanthura trioculata
- Apanthura tyrrhenica
- Apanthura vaitapensu
- Apanthura wudu
- Apanthura xanthorrhoea
- Apanthura xenocheir
- Apanthura zeewykae